# ベーリング駅
ベーリング駅（ベーリングえき、タイ語:สถานีแบริ่ง）は、タイ王国のバンコク都バーンナー区にあるスクムウィット通り上の高架線にあるバンコク・スカイトレイン（BTS）の駅。2011年8月12日に 前終着駅・オンヌット駅から当駅まで大幅に延長され終着駅（始発駅）となった。サムットプラーカーン県境に近いこともあり、当駅は バンコクの南の玄関口としての役割を持つようになった。2017年4月3日に隣のサムロン駅まで延長された事により中間駅となった。駅番号は「E14」。

## 駅構造
- 相対式ホーム2面2線を有する高架駅である。
- ホームエレベーター設置駅。

### 駅階層
| 3階                          |                                                |                        |
| 相対式ホーム                 |                                                |                        |
| 1番線・上り■スクムウィット線 | サムロン・ケーハ方面                           |                        |
| 2番線・下り■スクムウィット線 | バーンナー・アソーク・サイアム・モーチット方面 |                        |
| 相対式ホーム                 |                                                |                        |
| 2階                          | コンコース                                     | 自動券売機、自動改札口 |
| 1階                          | 出入口                                         | スクムウィット通り     |

## 路線バス
駅直下のスクムウィット通りには、各社路線バスが運行されている。

### 路線バス番号
25